# Ivan Pliouchtch
Ivan Pliouchtch (en ukrainien : Плющ Іван Степанович) est un homme politique ukrainien.

## Biographie
Il fut le président de la Rada (Ukraine), secrétaire du Conseil de défense et de sécurité nationale d'Ukraine.
Il fut élu député des 1er, 2e, 3e, 4e et 6e Rada.